# Leopoldo Elia
Leopoldo Elia, italijanski sodnik in politik, * 4. november 1925, Fano, † 2008.
Elia je bil sprva sodnik na Ustavnem sodišču Italije, nato pa je leta 1994 postal minister za zunanje zadeve Italije, kasneje še za obrambo.